# شهرستان ادگکومب
شهرستان Edgecombe (به انگلیسی: Edgecombe County) یک منطقهٔ مسکونی در ایالات متحده آمریکا است که در کارولینای شمالی واقع شده‌است. شهرستان Edgecombe ۱٬۳۱۳٫۱۳ کیلومتر مربع مساحت دارد.